# Província de Suceava
La província de Suceava (IPA: [su.'ʧa.va]) és un judeţ, una divisió administrativa de Romania, en la regió històrica de Bucovina, amb capital a Suceava.

## Límits
- Província de Botoşani i província de Iaşi a l'est.
- Província de Maramureş i província de Bistriţa-Năsăud a l'oest.
- Ucraïna al nord - província de Txernivtsi.
- Província de Mureş, província de Harghita i província de Neamţ al sud.

## Demografia
El 2002, tenia 688,435 i una densitat de població de 80.5 h/km².
- Romanesos - 96.3%[1]
- Gitanos - 1,33%
- Ucraïnesos, polonesos, Eslovacs, altres.

| Any  | Població |
| ---- | -------- |
| 1948 | 439,751  |
| 1956 | 507,674  |
| 1966 | 572,781  |
| 1977 | 633,899  |
| 1992 | 701,830  |
| 2002 | 688,435  |

## Divisió Administrativa
La Província té 5 municipalitats, 11 ciutats i 96 comunes.

### Municipalitats
- Suceava - capital; població: 118,670
- Fălticeni
- Rădăuți
- Câmpulung Moldovenesc
- Vatra Dornei

### Ciutats
- Broşteni
- Cajvana
- Dolhasca
- Frasin
- Gura Humorului
- Liteni
- Milișăuți
- Salcea
- Siret
- Solca
- Vicovu de Sus

### Comunes
| - Adâncata - Arbore - Baia - Bălăceana - Bălcăuţi - Bilca - Bogdăneşti - Boroaia - Bosanci - Botoşana - Breaza - Brodina - Broşteni - Buneşti - Burla - Cacica - Calafindeşti - Capu Câmpului | - Cârlibaba - Ciocăneşti - Ciprian Porumbescu - Comăneşti - Cornu Luncii - Coşna - Crucea - Dărmăneşti - Dolheşti - Dorna-Arini - Dorna Candrenilor - Dorneşti - Drăgoieşti - Drăguşeni - Dumbrăveni - Fântâna Mare - Fântânele - Forăşti | - Frătăuţii Noi - Frătăuţii Vechi - Frumosu - Fundu Moldovei - Gălăneşti - Grămeşti - Grăniceşti - Hănţeşti - Hârtop - Horodnic de Jos - Horodnic de Sus - Horodniceni - Iacobeni - Iaslovăţ - Ilişeşti - Ipoteşti - Izvoarele Sucevei - Mălini | - Mănăstirea Humorului - Marginea - Mitocu Dragomirnei - Moara - Moldova-Suliţa - Moldoviţa - Muşeniţa - Ostra - Păltinoasa - Panaci - Pârteştii de Jos - Pătrăuţi - Poiana Stampei - Pojorâta - Preuteşti - Putna - Rădăşeni - Râşca | - Sadova - Şaru Dornei - Satu Mare - Scheia - Serbăuţi - Siminicea - Slatina - Straja - Stroieşti - Stulpicani - Suceviţa - Todireşti - Udeşti - Ulma - Vadu Moldovei - Valea Moldovei - Vama - Vatra Moldoviţei | - Vereşti - Vicovu de Jos - Voitinel - Volovăţ - Vultureşti - Zamostea - Zvoriştea |

### Viles
- Soloneţu Nou